# John Taylor Johnston
John Taylor Johnston né le 8 avril 1820, fils de John Johnston, était un homme d'affaires et un collectionneur d'art américain. Il est né et a grandi à Greenwich Village (New York), diplômé de la New York University en 1839, il étudia le droit à Yale de 1839 à 1841.
Johnston fut le président fondateur du Metropolitan Museum of Art, ainsi que le président de la Central Railroad of New Jersey. Johnston construisit la première demeure en marbre de New York et en fit sa résidence, au numéro 8 Fifth Avenue. Il est mort le 24 mars 1893.